# Ilja Walerjewitsch Konowalow
Ilja Walerjewitsch Konowalow (russisch Илья Валерьевич Коновалов,  engl. Transkription Ilya Konovalov; * 4. März 1971) ist ein russischer Hammerwerfer.
Der sechsfache Russische Meister (1995, 1999, 2002–2005) nahm zwischen 1995 und 2005 an sechs Leichtathletik-Weltmeisterschaften teil und erreichte dabei stets die Finalrunde. Sein bestes Resultat erzielte er bei den Leichtathletik-Weltmeisterschaften 2001 in Edmonton. Dort gewann er mit einer Weite von 80,27 m die Bronzemedaille hinter Szymon Ziółkowski (83,38 m) und Kōji Murofushi (82,92 m).
Außerdem nahm Konowalow dreimal an Olympischen Spielen teil: 1996 in Atlanta belegte er Platz sechs und 2000 in Sydney Platz fünf. 2004 in Athen scheiterte er dagegen in der Qualifikation.
Ilja Konowalow ist 1,92 m groß und 106 kg schwer. Im Februar 2007 wurde er vom Leichtathletik-Weltverband IAAF wegen eines Verstoßes gegen die Doping-Bestimmungen für zwei Jahre gesperrt, weil in einer seiner Dopingproben die Substanz Acetazolamid gefunden worden war.